# Björn Eriksson (ämbetsman)
Björn Gustaf Eriksson, född 7 december 1945 i Sankt Görans församling, Stockholm, är en svensk ämbetsman som bland annat varit chef för Tullverket 1983–1988, rikspolischef 1988–1996, ordförande för Interpol 1994–1996 och landshövding i Östergötlands län 1996–2009. Han var ordförande för Riksidrottsförbundet 2015–2023.

## Biografi
Björn Eriksson växte upp i Solna som son till ekonomichefen K-G Eriksson och Aina, född From. Han avlade examen vid Handelshögskolan i Stockholm 1968. Han tjänstgjorde på Finansdepartementet/Budgetdepartementet, som departementssekreterare 1969–1976, departementsråd 1977–1981 och budgetchef 1981–1983. Han var därefter generaltulldirektör och chef för Tullverket och Kustbevakningen 1983–1988 samt rikspolischef 1988–1996. År 1988 utnämndes Eriksson till ordförande för World Customs Organisation. Eriksson var även ordförande över Interpol 1994–1996. Efter denna period utnämndes han för första gången i organisationens historia till hederspresident och behåller ännu titeln. Han var styrelseordförande för Säkerhetspolisen 1988–1996. År 1996 utgav Eriksson boken Björnkramar med anekdoter kring hans polistid.
Som landshövding i Östergötlands län 1996–2009 var Eriksson uppskattad och framröstades till såväl Årets Linköpingsbo 2005 som Årets östgöte år 1998, i en omröstning som arrangerades av Radio Östergötland. Han stöttade Linköpings universitet och var drivande i arbetet med att etablera ett centrum för forskning om ekonomisk brottslighet och stöttade forskningsenheten "Tema genus" och forskning kring Heliga Birgitta. Han blev på våren 2006 promoverad till filosofie hedersdoktor vid universitetet.
Under sin landshövdingetid bjöd han årligen in östgötarna till sång- och teaterföreställningar på Linköpings slott, där han själv deltog, ömsom som skådespelare, ömsom som bullbakande och kaffeserverande värd. Konstnärlig ledare för föreställningarna var hans hustru, sångerskan Helena Eriksson. I Rimforsa i Kinda kommun finns en gata uppkallad efter Eriksson.
Efter Erikssons avgång som landshövding driver han bolaget Björn E Consulting, där han bland annat ägnar sig åt att hålla föredrag i diverse ämnen. Åren 2009–2010 var han regeringens koordinator för mottagandet av ensamkommande asylsökande barn.
Björn Eriksson var regeringens nationella samordnare för Rymningsutredningen (SOU 2005:6 Säkert inlåst) som var en granskning av rymningarna från Kumla, Hall, Norrtälje och Mariefred. Eriksson var senare regeringens nationella samordnare mot idrottsrelaterat våld 2011–2014. I april 2013 presenterade han delbetänkandet Mindre våld för pengarna och nästföljande år presenterades slutbetänkandet Mera glädje för pengarna. Han har tidigare föreslagit en skärpning av det tillträdesförbud som möjliggör portförbjudning av huliganer, samt ett maskeringsförbud på idrottsarenorna. För sitt arbete som nationell samordnare mot idrottsvåld utsågs Eriksson år 2013 till Årets trygghetsambassadör 2013 av tidningen SecurityUser.com tankesmedjan Säkerhet för Näringsliv och Samhälle (SNOS).

Eriksson är sedan 2015 ordförande för Kontantupproret, en rörelse som vill se kontanter som ett betalningsmedel även i framtiden.
Eriksson har varit styrelsemedlem i Kampsportsdelegationen och säkerhetsbranschens utbildningsorganisation Bya. Han var ordförande för branschorganisationen Säkerhetsbranschen 2012–2019. Tidigare styrelser som Eriksson suttit i är bland andra Gunnebo AB, Falcon och Stjärnurmakarna. Eriksson har varit ordförande för Årets nybyggare, ED Bygger Drömmar, Stenhammarstiftelsen, Äldreforskningen vid Linköpings universitet, Yump och Stiftelsen Sveriges Modernaste Myndighet.

### Engagemang i idrottsrörelsen
Eriksson var ordförande i Svenska Skidskytteförbundet 2001–2010 och i Svenska Friidrottsförbundet 2014–2015. Han var ordförande i Gymnastik- och Idrottshögskolans styrelse 2013–2023. Från 2011 var han ledamot i Riksidrottsförbundets (RF) styrelse, och 2015 blev han vald till förbundets ordförande. Han satt på posten till 2023, och var i anslutning till detta uppdrag även ordförande för Svenska Idrottsrörelsens Studieförbund (SISU) 2015–2023 och styrelseledamot i Folksam Sak.
Han var varit styrelseledamot i AIK och Vätternrundan och ledamot i Internationella skidskytteförbundets utvecklingskommitté.

## Ordnar och utmärkelser
- Årets östgöte år 1998, i en omröstning som arrangerades av Radio Östergötland.
- H.M. Konungens medalj i guld av 12:e storleken i Serafimerordens band, Kon:sGM12mserafb (2005, 6 juni)
- Årets Linköpingsbo, 2005[5]
- Årets trygghetsambassadör 2013, utdelat av tidningen SecurityUser.com och tankesmedjan Säkerhet för Näringsliv och Samhälle (SNOS)[9]
- Finlands Vita Ros’ orden
- Interpol: Award for outstanding Contribution to the Organization in the Field of enforcement
- Storkors av Italienska republikens förtjänstorden, 5 maj 1998.[13]